# Nick E. Tarabay
Nick E. Tarabay (født 28. august 1975) er en amerikansk skuespiller.